# ミズノゲンキ
ミズノゲンキ（1991年12月 - ）は日本で活動する作詞家。ベリーグー所属。

## 概要
1991年12月、神戸にて出生。父親の仕事の関係で、3才から8才までスイス在住。帰国後、横浜で小・中・高校時代を過ごした後、尚美ミュージックカレッジ専門学校（アレンジ・作曲学科）に進学。同級生の睦月周平と作詞・作曲のコンビを組み、卒業後しばらくフリーで活動した後に、ベリーグーの所属となった。アニメソング・ゲームソングの分野で作品を手がける。
代表作としては、『Re:ゼロから始める異世界生活』のオープニングテーマ「Redo」や、『刀剣乱舞』のオープニングテーマ「花丸◎日和」をはじめとした一連のOP/ED、『干物妹!うまるちゃん』のキャラクターソング、『新妹魔王の契約者』のOP「Brade of Hope」、『バトルガール ハイスクール』のOP「ホシノキズナ」、『灰と幻想のグリムガル』のED「Harvest」、『弱虫ペダル』のED「Carry the Hope」、『HUGっと!プリキュア』のED「HUGっと！未来☆ドリーマー」などがある。
2015年以降は、アニメーション作品の音楽を総合的に手がけるクリエイティブユニット「(K)NoW NAME」（ノウネイム）にも参加し、「灰と幻想のグリムガル」や「サクラクエスト」の音楽プロデュースに参画した。

## 楽曲提供
- あいまいみーまいん
  - 「とらぶるめーかー」（作詞）
  - 「めーきゃっぷ！」（作詞）

- 石田燿子
  - 「空が呼ぶほうへ」（作詞[2]）

- 伊藤美来
  - 「Morning Coffee」（作詞）
  - 「七色Cookie」（作詞）
  - 「ルージュバック」（作詞）

- 内田真礼
  - 「Resonant Heart」（作詞）

- A応P
  - 「せっけんWOW!」（作詞）
  - 「ファイティング・ラッシュアワー」（作詞）

- 岡咲美保
  - 「Popping Moments」（作詞）

- 柿原徹也
  - 「Border Rain」（作詞）
  - 「monogram」（作詞 ※宮崎誠と共作）
  - 「トコナツウェーブ」（作詞 ※宮崎誠と共作）
  - 「コモンセンス・プロミネンス」（作詞）
  - 「パンドラ」（作詞）
  - 「WALK ON」（作詞）
  - 「虹唄」（作詞）

- 久保ユリカ
  - 「君なら君しか」（作詞）
  - 「旅風船」（作詞）

- 鈴木このみ
  - 「Redo」（作詞）

- 浪川大輔
  - 「激アツ超絶超絶Saturday Night!!」（作詞）
  - 「combat」（作詞）
  - 「TRISING!」（作詞）
  - 「リアルタイム」（作詞）
  - 「世々ノ道」（作詞）

- 超特急
  - 「SURVIVOR」（作詞）

- ニノミヤユイ
  - 「Lemon Gelato」（作詞）

- (K)NoW_NAME
  - 「Harvest」（作詞）

- Machico
  - 「ENISHI」（作詞）
  - 「Zeal」（作詞）

- 吉野裕行
  - 「Last Question」（作詞）
  - 「Tricky Love」（作詞）
  - 「Bye-Bye☆セレモニー」（作詞）
  - 「モノドラマ」（作詞）
  - 「レイニーナイター」（作詞）
  - 「Energy」（作詞）

### アニメ
- 新妹魔王の契約者
  - 「インキャインパルス」（作詞[3]）
  - 「Dear My Darling」（作詞）

- 灰と幻想のグリムガル
  - 「Blooming」（作詞）

- 刀剣乱舞
  - 「花丸◎日和！」（作詞）
  - 「明け暮れ日記」（作詞）
  - 「時ぞとも無し兼備の華よ」（作詞）
  - 「出づる月、招宴の唄」（作詞）
  - 「心馳せから縁あり」（作詞）
  - 「いつ、何時も」（作詞）
  - 「花丸◎日和！47振りver.」（作詞）
  - 「花丸印の日のもとで」（作詞）
  - 「天と暦」（作詞）
  - 「花丸印の日のもとで ver.2」（作詞）
  - 「花丸印の日のもとで ver.3」（作詞）
  - 「花丸印の日のもとで ver.4」（作詞）
  - 「めでたしつくりごと」（作詞）
  - 「花丸印の日のもとで ver.5」（作詞）
  - 「花丸印の日のもとで ver.6」（作詞）
  - 「花色衣」（作詞）
  - 「花丸印の日のもとで ver.7」（作詞）
  - 「花丸印の日のもとで ver.8」（作詞）
  - 「花丸印の日のもとで ver.9」（作詞）
  - 「刃生道」（作詞）
  - 「花丸印の日のもとで ver.10」（作詞）
  - 「花丸印の日のもとで ver.11」（作詞）
  - 「繙く命」（作詞）

- RPG不動産
  - 「Make Up Life!」（作詞）

- 戦闘員、派遣します!
  - 「Home Sweet Home」（作詞）

- ミュークルドリーミー
  - 「UP ON THE STAGE!!」（作詞）

- アニマエール!
  - 「LOVE for せんぱい！」（作詞）

- 弱虫ペダル
  - 「Race Actor」（作詞）
  - 「Lead to doing」（作詞）
  - 「Live in the moment」（作詞）
  - 「MONSTER」（作詞）
  - 「フル・スピード」（作詞）
  - 「二つの足跡」（作詞）
  - 「天才的エース・スター」（作詞）
  - 「誰より派手な男」（作詞）
  - 「SPARK」（作詞）
  - 「Silent Blaze」（作詞）
  - 「Go up higher!」（作詞）
  - 「Keep Trying」（作詞）
  - 「Wind&Weed」（作詞）
  - 「アブReady go!!」（作詞）
  - 「Absolute Champion」（作詞）
  - 「Over the Limit」（作詞）
  - 「Carry the Hope」（作詞）

- ストライクウィッチーズ501部隊発進しますっ！
  - 「空が呼ぶほうへ」（作詞）

- HUGっと!プリキュア
  - 「HUGっと!未来☆Dreamer」（作詞）
  - 「Soul Believer」（作詞）
  - 「IGNITION」（作詞）
  - 「Aile」(作詞)
  - 「青空Alright」（作詞）

- あそびあそばせ
  - 「インキャインパルス」（作詞）

- アウトブレイク・カンパニー
  - 「Sweet Magic」（作詞）

- 干物妹!うまるちゃん
  - 「Happy Nightmare～妹達の饗宴～」（作詞）
  - 「Dreamy Friends」（作詞）
  - 「フィーバー夏Vacation! 」（作詞）
  - 「Sisters Wink」（作詞）

- バトルガール ハイスクール
  - 「Melody Ring」(作詞)
  - 「Gravity」（作詞）
  - 「Blade of Hope」（作詞）
  - 「ホシノキズナ」（作詞）
  - 「Deep-Connect」（作詞）
  - 「Cat-Cat Romance」（作詞）

### ゲーム
- アイドルマスター スターリットシーズン
  - 「夏のBang!!」（作詞）

- アイドルマスターシンデレラガールズ
  - 「恋色エナジー」(作詞) 中野有香ソロ曲
  - 「Bloody Festa」（作詞）白坂小梅ソロ曲
  - 「PANDEMIC ALONE」（作詞）星輝子ソロ曲
  - 「追い風Running」（作詞）乙倉悠貴ソロ曲
  - 「One Life」(作詞) 松永涼ソロ曲
  - 「∀NSWER」（作詞）
  - 「リトルリドル」（作詞）
  - 「Frost」（作詞）
  - 「Stage Bye Stage」(作詞)
  - 「義勇忍侠花吹雪」（作詞）
  - 「Fascinate」（作詞）
  - 「反逆的同一性 -Rebellion Identity-」（作詞）二宮飛鳥ソロ曲
  - 「Gaze and Gaze」(作詞)
  - 「Claw My Heart」(作詞) 早坂美玲ソロ曲
  - 「EVIL LIVE」（作詞）
  - 「Just Us Justice」（作詞）
  - 「廻談詣り」（作詞）
  - 「Arrowhead」（作詞）多田李衣菜ソロ曲
  - 「Bullet Ride」（作詞）木村夏樹ソロ曲
  - 「ACE」（作詞）結城晴ソロ曲
  - 「碧空ノ一路」（作詞）脇山珠美ソロ曲

- A3!
  - 「CROSS LINES」（作詞）
  - 「Train Myself」（作詞）
  - 「UNMASK」（作詞）
  - 「思い出のねじ巻き」（作詞）
  - 「Keyword」（作詞）
  - 「Beyond The Wall」（作詞）

- オンゲキ
  - 「Over Voltage」（作詞）
  - 「Glitter-Glitter」（作詞）
  - 「ウキウキ☆Candy!」（作詞）
  - 「Heart Cooking Recipe」（作詞）

- 魔法使いと黒猫のウィズ
  - 「Ray of Heart」（作詞）

- プリンセスコネクト! Re:Dive
  - 「GREEDY LOVE」（作詞）

### 特撮
- 暴太郎戦隊ドンブラザーズ
  - 「永縁フェスティバル」（作詩）
  - 「空想談義」（作詩）
  - 「マイワイフ is マイライフ」（作詩）
  - 「トライ！グッドバル！」（作詩）
  - 「Blue Moon」（作詩）
  - 「What's EMO」（作詩）